# Manor Lords
Manor Lords — комп'ютерна гра, розроблена Slavic Magic та видана компанією Hooded Horse. Гра поєднує елементи містобудівного симулятора та військової стратегії в середньовічному сеттингу. Гру було випущено для раннього доступу 26 квітня 2024 року.

## Розробка
Рекомендовані системні вимоги:
- ОС — Windows 10
- Процесор — Intel Core i5 4690K or AMD Ryzen 5 1400
- Оперативна пам'ять — 16 GB ОП
- Відеокарта — NVIDIA GeForce 1070 GTX or AMD Radeon RX 5700
- DirectX — версії 12
- Місце на диску — 16 GB доступного місця[3]

Гжегож Стичень є творцем і єдиним розробником Manor Lords через свою студію Slavic Magic, і фінансувався за рахунок пожертв на Patreon. Випустивши анонс-трейлер у липні 2020 року Стичень прагнув щоб гра потрапила в список бажань 14 000 разів у Steam. Проте ажіотаж зростав, і Manor Lords, яка на січень 2024 року потрапила в список бажань понад два мільйони разів, незадовго до релізу випередила Hades II і стала грою з найбільшою кількістю бажань у Steam, набравши понад три мільйони додавань.
Гру спочатку планували випустити наприкінці 2023 року, але її відклали на наступний рік, оскільки Стичень відчув, що вона потребує «більшого виправлення помилок і допрацювання». Manor Lords випущено для раннього доступу 26 квітня 2024 року. Розробник опублікував заяву за тиждень до релізу, якою він знизив очікування: він підкреслив, що запуск буде раннім доступом, що Manor Lords є першою грою, яку він розробив, і що вона не мала на меті бути суперником Total War або ігр жанру RPG, як Kingdom Come: Deliverance.
У червні 2024 року було оголошено, що Manor Lords перейде на Unreal Engine 5  , і перехід було завершено 22 серпня у версії 0.7.987.

## Ігровий процес
Дії гри відбуваються в Європі в XIV столітті. Manor Lords — це містобудівна стратегія, у якій також присутні елементи тактичних битв у реальному часі. Існує три різні варіанти гри: Rise to Prosperity, Restoring the Peace і On the Edge. Rise to Prosperity зосереджується на будівництві міст, Once the Edge на завоюваннях, тоді як Restorating the Peace пропонує більш збалансований варіант. Гра має великий рівень кастомізації, оскільки гравці можуть змінювати внутрішньоігрові параметри, такі як початкова позиція та загрози поза картою.
Містобудівні аспекти зосереджені на розширенні початково невеликих поселень шляхом збору ресурсів і розширення торговельних мереж, одночасно запобігаючи загрозам внутрішньої згуртованості поселення. Гра має великий акцент на історичній точності, гравці повинні керувати шістьма різними видами оподаткування, запобігати швидкому розростанню, брати до уваги природні аспекти.

## Рецензії
Прийом перших демо-версій, таких як та, що була показана на Xbox Partner Preview наприкінці жовтня 2023 року, був дуже позитивним, з похвалою, спрямованою особливо на складний характер гри. Метт Джарвіс з Rock Paper Shotgun порівняв її різні аспекти з усталеними франшизами Total War, Crusader Kings та Age of Empires, назвавши її "надзвичайно амбітною" та "сповненою потенціалу" . 
Гра відзначається відносно високим ступенем історичної достовірності, однак Стичен заявив в інтерв'ю, що в деяких випадках міркування про геймплей переважали над міркуваннями про історичну точність.